# Юнчас-Кучинскас Міколас Міколович
Міколас Міколович Юнчас–Кучинскас (25 серпня 1893, село Макяй Ковенської губернії, тепер Шилутського району Клайпедського повіту, Литва — 16 березня 1973, місто Вільнюс, Литва) — литовський радянський державний діяч, секретар ЦК КП(б) Литви. Депутат Верховної ради Литовської РСР (у 1947—1963 роках) та заступник голови Президії Верховної ради Литовської РСР (у 1947—1959 роках). Член Бюро ЦК КП(б) Литви з 30 грудня 1944 до 6 квітня 1946 року.

## Життєпис
З 1918 до 1923 року служив у Червоній армії. Брав участь у боях на Уралі та в Сибіру, учасник Громадянської війни у Росії.
Член РКП(б) з 1919 року.
У 1923—1926 роках — на кооперативній, потім партійній роботі в Білоруській СРР.
З 1926 року навчався в Комуністичному університеті національних меншин Заходу імені Свердлова в Москві.
У 1930 році відправлений на нелегальну партійну роботу до Литовської Республіки. До 1931 року під псевдонімом Мартинас Кучинскас брав участь у створенні комуністичних підпільних організацій в районі Шяуляй. У 1931 році заарештований литовською владою та засуджений до 12 років в'язниці. У жовтні 1933 року під час обміну політв'язнями був звільнений та висланий до СРСР.
У 1935 році закінчив навчання в Комуністичному університеті національних меншин Заходу імені Свердлова. 
У 1935 році повернувся до Литви. У 1935—1936 роках працював під псевдонімом Петрас Контвайніс організатором осередків Комуністичної партії Литви в Паневезькому районі та Салантаї. У серпні 1936 року знову заарештований литовською владою, з 1937 до літа 1940 року відбував тюремне ув'язнення. Вийшов з в'язниці після окупації Литви радянськими військами.
З 26 серпня 1940 до 1941 року — міністр (народний комісар) праці Литовської РСР.
У 1941—1943 роках — уповноважений ЦК КП(б) Литви в справах евакуйованих у Куйбишевській області та Мордовській АРСР. У 1943 році — представник ЦК КП(б) Литви в 16-й Литовській стрілецькій дивізії Радянської армії.
30 грудня 1944 — 6 квітня 1946 року — секретар ЦК КП(б) Литви із кадрів.
У 1946—1947 роках — постійний представник Ради міністрів Литовської РСР при Раді міністрів СРСР.
У 1947—1959 роках — заступник голови Президії Верховної ради Литовської РСР.
З 1960 року — персональний пенсіонер у Вільнюсі.
Помер 16 березня 1973 року у Вільнюсі. Похований на Антакальніському цвинтарі Вільнюса.

## Нагороди та відзнаки
- орден Леніна (20.07.1950)
- орден Вітчизняної війни І ст.
- медалі
- Заслужений діяч культури Литовської РСР (1963)